# Melanolophia semarcata
Melanolophia semarcata là một loài bướm đêm trong họ Geometridae.